# Беррі (Алабама)
Беррі (англ. Berry) — місто (англ. town) в США, в окрузі Файєтт штату Алабама. Населення — 1216 осіб (2020).

## Географія
Беррі розташоване за координатами 33°39′50″ пн. ш. 87°36′28″ зх. д. / 33.66389° пн. ш. 87.60778° зх. д. (33.663946, -87.607837).  За даними Бюро перепису населення США в 2010 році місто мало площу 27,90 км², з яких 27,89 км² — суходіл та 0,02 км² — водойми.

## Демографія
Згідно з переписом 2010 року, у місті мешкало 1148 осіб у 506 домогосподарствах у складі 316 родин. Густота населення становила 41 особа/км².  Було 596 помешкань (21/км²).
Расовий склад населення:
| - 90,8 % — білих - 7,4 % — чорних або афроамериканців |

До двох чи більше рас належало 1,2 %. Частка іспаномовних становила 0,8 % від усіх жителів.
За віковим діапазоном населення розподілялося таким чином: 24,5 % — особи молодші 18 років, 60,5 % — особи у віці 18—64 років, 15,0 % — особи у віці 65 років та старші. Медіана віку мешканця становила 40,1 року. На 100 осіб жіночої статі у місті припадало 94,9 чоловіків;  на 100 жінок у віці від 18 років та старших — 93,1 чоловіків також старших 18 років.
Середній дохід на одне домашнє господарство  становив 38 776 доларів США (медіана — 25 865), а середній дохід на одну сім'ю — 49 701 долар (медіана — 39 107). Медіана доходів становила 45 714 долари для чоловіків та 35 417 доларів для жінок. За межею бідності перебувало 30,9 % осіб, у тому числі 48,6 % дітей у віці до 18 років та 21,8 % осіб у віці 65 років та старших.
Цивільне працевлаштоване населення становило 411 осіб. Основні галузі зайнятості: освіта, охорона здоров'я та соціальна допомога — 25,8 %, роздрібна торгівля — 18,5 %, виробництво — 14,8 %, сільське господарство, лісництво, риболовля — 12,4 %.